# Lelde Gasūna
Lelde Gasūna (ur. 17 września 1990 w Siguldzie) – łotewska narciarka alpejska, olimpijka.

## Kariera
Dwukrotnie startowała na zimowych igrzyskach olimpijskich. Najlepszy wynik osiągnęła na Igrzyskach w 2014 roku, w Soczi, zajmując 30. miejsce w slalomie. Cztery razy brała udział w mistrzostw świata. Jej najlepszym wynikiem na zawodach tej rangi jest 36. miejsce w slalomie osiągnięte podczas Mistrzostw Świata 2011 w niemieckim Garmisch-Partenkirchen. 13 listopada 2010 roku, podczas zawodów w Levi zadebiutowała w Pucharze Świata, jednak nie przedostała się tam do drugiej serii slalomu. Raz udało jej się zapunktować, 3 stycznia 2017 roku, zajęła 22. miejsce podczas slalomowych zawodów w chorwackim Zagrzebiu. W 2007 roku, wzięła udział w Zimowym Olimpijskim Festiwalu Młodzieży Europy w hiszpańskiej miejscowości Jaca, jednak, ani w slalomie, ani w gigancie, nie udało jej się tam zmieścić w czołowej trzydziestce.

## Osiągnięcia

### Igrzyska olimpijskie
| Miejsce | Dzień     | Rok  | Miejscowość     | Konkurencja | Czas biegu | Strata | Zwyciężczyni     |
| ------- | --------- | ---- | --------------- | ----------- | ---------- | ------ | ---------------- |
| DNF1    | 18 lutego | 2014 | Krasnaja Polana | Gigant      | 2:36,87    | —      | Tina Maze        |
| 30.     | 21 lutego | 2014 | Krasnaja Polana | Slalom      | 1:44,54    | +12,75 | Mikaela Shiffrin |
| 43.     | 15 lutego | 2018 | Pjongczang      | Gigant      | 2:20,02    | +13,93 | Mikaela Shiffrin |
| 37.     | 16 lutego | 2018 | Pjongczang      | Slalom      | 1:38,63    | +10,68 | Frida Hansdotter |

### Mistrzostwa świata
| Miejsce | Dzień     | Rok  | Miejscowość       | Konkurencja | Czas biegu | Strata | Zwyciężczyni     |
| ------- | --------- | ---- | ----------------- | ----------- | ---------- | ------ | ---------------- |
| 58.     | 17 lutego | 2011 | Ga-Pa             | Gigant      | 2:20.54    | —      | Tina Maze        |
| 36.     | 19 lutego | 2011 | Ga-Pa             | Slalom      | 1:45,79    | +15,38 | Marlies Schild   |
| 51.     | 14 lutego | 2013 | Schladming        | Gigant      | 2:08,06    | +18,33 | Tessa Worley     |
| 49.     | 16 lutego | 2013 | Schladming        | Slalom      | 1:39,85    | +14,06 | Mikaela Shiffrin |
| DSQ1    | 12 lutego | 2015 | Vail/Beaver Creek | Gigant      | 2:19,16    | —      | Anna Fenninger   |
| DNF1    | 14 lutego | 2015 | Vail/Beaver Creek | Slalom      | 1:38,48    | —      | Mikaela Shiffrin |
| 39.     | 16 lutego | 2017 | Sankt Moritz      | Gigant      | 2:05,55    | +9,03  | Tessa Worley     |
| DNF2    | 18 lutego | 2017 | Sankt Moritz      | Slalom      | 1:37,27    | —      | Mikaela Shiffrin |

### Puchar Świata

#### Miejsca w klasyfikacji generalnej
- sezon 2016/2017: 112.

#### Miejsca na podium
- Jak dotąd Gasūna nie stanęła na podium zawodów PŚ.